# Osteochilus borneensis
Osteochilus borneensis (danh pháp hai phần: Osteochilus borneensis) là một loài cá thuộc chi Cá mè phương nam trong họ Cá chép. Loài cá này sinh sống ở Indonesia.